# Verdrag van Den Haag (1701)
Het Verdrag van Den Haag is een op 7 september 1701 gesloten overeenkomst tussen Engeland, het Heilige Roomse Rijk en de Verenigde Provinciën. Het akkoord werd onderhandeld door Willem III van Oranje en ondertekend door keizer Leopold I en afgevaardigden van de Verenigde Provinciën. Overeenkomstig dit akkoord werd Filips V van Spanje erkend als koning van Spanje, terwijl Engeland en de Nederlanden hun handelsbelangen in Spanje behielden. Verder verkregen de Oostenrijkse Habsburgers de Spaanse bezittingen in Italië en de Spaanse Nederlanden, waardoor dit gebied beschermd werd tegen Franse invallen. Het verdrag hield tevens een verdedigingsverbond in tegen Frankrijk.